# Buchenbach
Buchenbach település Németországban, azon belül Baden-Württembergben. Lakosainak száma 3118 fő (2023. december 31.).

## Népesség
A település népessége az elmúlt években az alábbi módon változott:
| Lakosok száma | 2507 | 3116 | 3118 | 3125 | 3114 | 3118 |
|               | 1975 | 2017 | 2019 | 2021 | 2022 | 2023 |